# خيان
خيان هو ملك الأسرة الخامسة عشرة في مصر القديمة، وقد تولى الحكم في الفترة (1610 ق.م - 1580 ق.م).
لاحظ عالم المصريات الدنماركي كيم ريهولت (الذي طبع كتابا عن آثار فراعنة الفترة الانتقالية الثانية) بعض الملحوظات الهامة المتعلقة بالملك ومعلومات شخصية عنه، منها مثلا أسماؤه الملكية وكذلك اسم ابنه الأكبر وولي عهده الملك يناسي. ومع ذلك كان يعتقد أن خيان قد خلفه ملك يعتقد أنه اغتصب منه العرش.
وطبقا لرأي كيم ريهولت فإن قائمة تورين قد أرخت للملك فترة حكم وصلت إلى ثلاثين عاما وذلك من خلال العدد الضخم من الآثار التي وجدت لذلك الملك الهكسوسي.